# Dennis (Massachusetts)
Dennis is een town in Barnstable County, Massachusetts, Verenigde Staten. Dennis is gelegen op Cape Cod. In 2000 had de plaats een inwonertal van 15973 en waren er 7504 huishoudens.

## Externe link

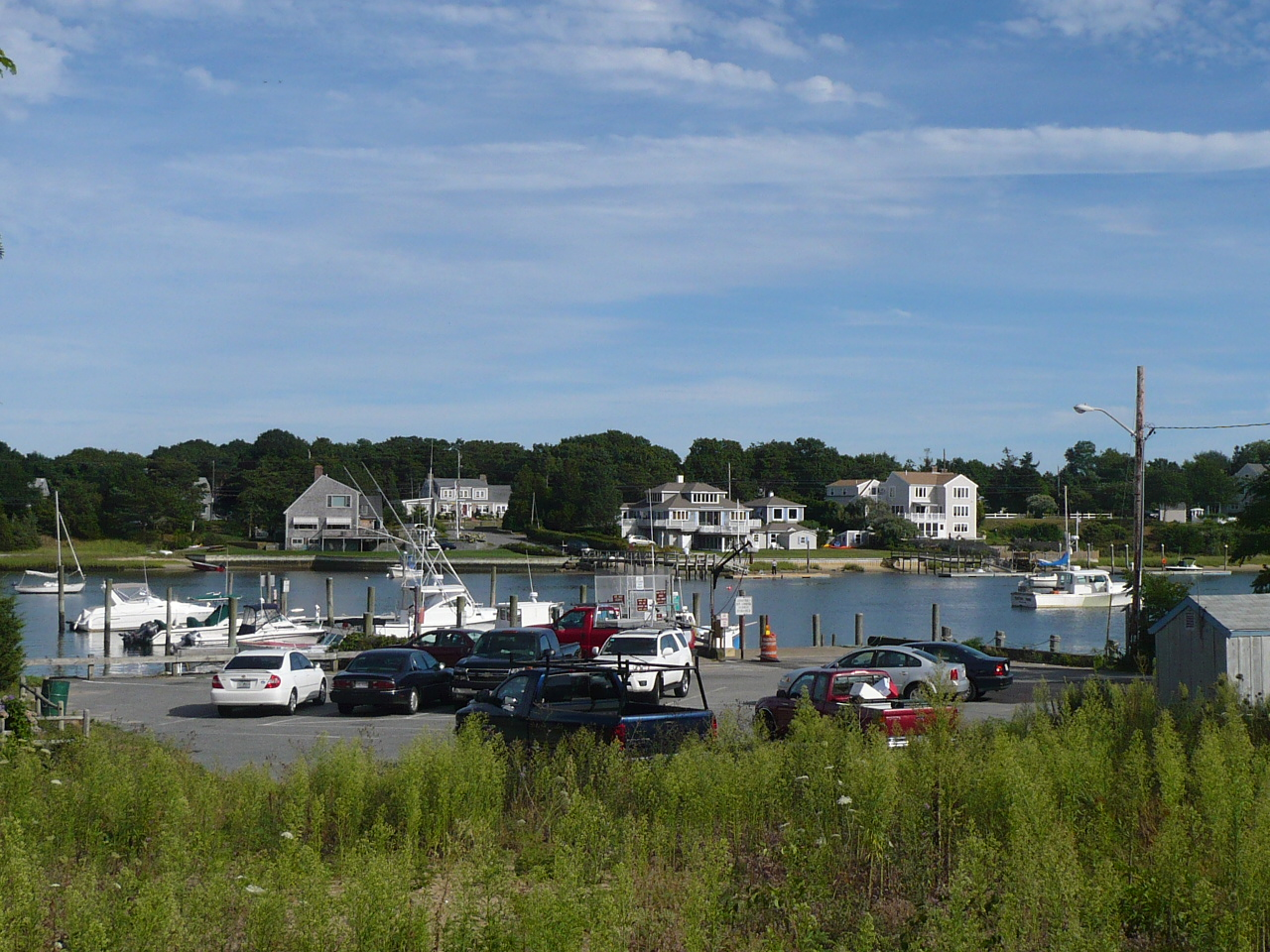
Dennis aan de oevers van Bass River

## Bekende inwoners
- Amy Jo Johnson, actrice